# Niepłodność
Niepłodność – stan, w którym zachodzi niemożność zajścia w ciążę pomimo rocznego współżycia seksualnego z przeciętną częstotliwością 3–4 stosunków tygodniowo, bez stosowania jakichkolwiek środków antykoncepcyjnych.
Problem dotyczy 10–15% par w wieku reprodukcyjnym; w 35% przyczyna niepłodności leży po stronie kobiety i w tylu samo po stronie mężczyzny, a za 10% odpowiadają oboje. W 20% przypadków nie da się określić jednoznacznej przyczyny (niepłodność idiopatyczna).
Wyróżnia się dwa rodzaje niepłodności:
- sterilitas – trwałą niemożność zajścia w ciążę,
- infertilitas – niemożność donoszenia ciąży.

## Czynniki zależne od kobiety
- Czynniki ogólnoustrojowe:
  - choroby tarczycy
  - choroby nadnerczy
  - poważne schorzenia nerek i wątroby
  - przyczyny psychogenne
  - alkoholizm
  - otyłość lub nadmierna chudość
- Choroby weneryczne
- Choroby przysadki mózgowej
  - zespół Kallmanna
  - hiperprolaktynemia
  - niedoczynność przysadki mózgowej
- Choroby jajników (powodują zaburzenia jajeczkowania)
  - zespół policystycznych jajników
  - rak jajnika
  - przedwczesna menopauza
  - nieprawidłowa budowa jajnika (np. zespół Turnera)
  - zaburzenia ciałka żółtego
- Choroby jajowodów (powodujące ich niedrożność)
  - endometrioza
  - choroby zapalne miednicy małej (zwłaszcza wywoływane przez Chlamydia trachomatis)
  - zrosty otrzewnowe w miednicy małej
- Choroby macicy
  - zaburzenia rozwojowe macicy
  - mięśniaki macicy
  - zespół Ashermana (zrosty wewnątrzmaciczne)
- Choroby szyjki macicy
  - zwężenie szyjki macicy
  - przeciwciała przeciwspermowe
  - nieprawidłowości śluzu szyjkowego (brak transportu nasienia do światła macicy)
- Choroby pochwy
  - wszystkie choroby prowadzące do zwężenia światła pochwy
- Czynniki genetyczne
  - zespół Turnera (obecność tylko jednego chromosomu X)

## Czynniki zależne od mężczyzny
- Choroby ogólnoustrojowe
  - choroby tarczycy
  - niedorozwój gonad
  - niedoczynność przysadki mózgowej
  - hiperprolaktynemia
  - czynniki psychologiczne
  - impotencja
  - narkotyki, alkohol, niektóre leki
    - spironolakton
    - ketokonazol
    - cymetydyna
    - guanetydyna
    - leki przeciwnowotworowe
- Choroby jąder
  - nowotwory jądra
  - nieczynność idiopatyczna
  - wnętrostwo
  - żylaki powrózka nasiennego
  - wodniak jądra
  - uraz jąder
  - uszkodzenie jąder w przebiegu chorób wirusowych typu świnka
- Zaburzenia genetyczne
  - zaburzenia kariotypu np. zespół Klinefeltera, zespół Kallmana, zespół Pradera-Williego
  - mutacje lub mikrodelecje w regionie AZF na długim ramieniu chromosomu Y
  - mutacja genu CFTR (gen odpowiedzialny m.in. za wrodzony niedorozwój nasieniowodów)
- Inne przyczyny
  - stany zapalne w obrębie układu rozrodczego np. zapalenie gruczołu krokowego, zapalenie pęcherzyków nasiennych oraz zapalenie jąder i najądrzy
  - ejakulacja wsteczna
  - spodziectwo

## Leczenie

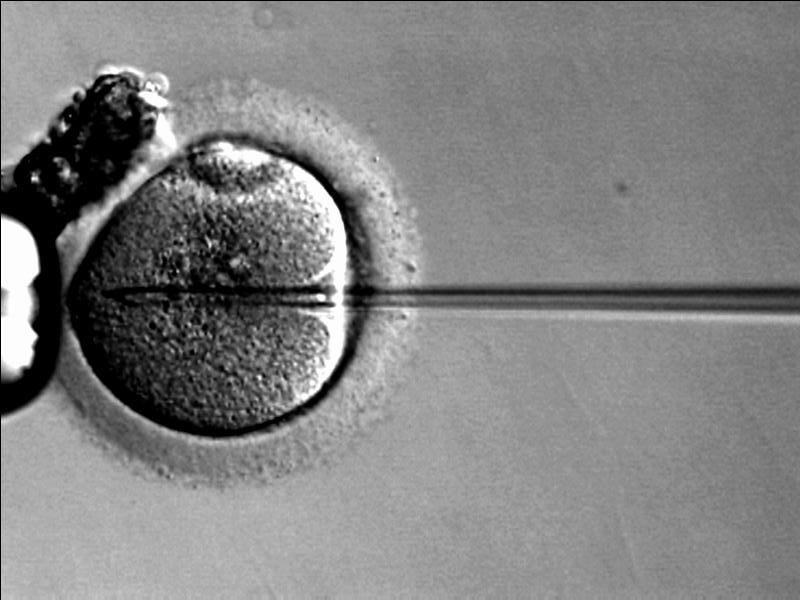
ICSI

Stosuje się leczenie w zależności od przyczyny niepłodności.
- stymulacja owulacji np. przy pomocy leku o nazwie klomifen (w przypadkach zaburzeń owulacji)
- stymulacja spermatogenezy
- zabiegi chirurgiczne w przypadkach niedrożności układu rozrodczego (u kobiet i mężczyzn)
- inseminacje domaciczne[2]
- IVF (ang. In Vitro Fertilization)[1][3] czyli zapłodnienie pozaustrojowe (zwane też sztucznym zapłodnieniem)
  - IMSI (ang. Intracytoplasmic Injection With Morphologically Selected Sperm ) polega na docytoplazmatycznym wstrzyknięciu plemnika do komórki jajowej-oocytu, po uprzedniej dokładnej ocenie morfologicznej komórki plemnikowej. Oceny morfologicznej plemnika dokonuje się w powiększeniu 6000x w porównaniu do tradycyjnej metody ICSI 400x. Według jednej pracy naukowej[4] oraz doświadczeń ośrodków w Izraelu, Niemczech i Austrii[5] wynika, że zastosowanie metody IMSI pozwala na dokładniejszą selekcję wstrzykiwanych do komórek jajowych prawidłowych plemników. Ocena morfologiczna w tak dużym powiększeniu zapewnia obniżenie liczby powstałych następnie nieprawidłowych genetycznie embrionów i zwiększa szanse na otrzymanie ciąży, a zarazem zmniejsza odsetek wczesnych poronień najczęściej związanych z uszkodzeniem lub nieprawidłowością genetyczną zarodków. Po raz pierwszy w Polsce metoda IMSI została zastosowana 29 września 2006 przez dr. Mariusza Kieckę oraz dr. Krzysztofa Grettkę[5].
  - ICSI (ang. Intracytoplasmic sperm injection) – pojedynczy plemnik zostaje „wstrzyknięty” do komórki jajowej
  - ZIFT (ang. Zygote intrafallopian transfer) – pobrana wcześniej komórka jajowa zostaje zapłodniona i następnie umieszczona w jajowodzie lub jamie macicy
  - GIFT (ang. Gamete intrafallopian transfer) – pobrana wcześniej komórka jajowa zostaje umieszczona w jajowodzie razem z plemnikami, do zapłodnienia dochodzi w świetle jajowodu.

## Bezpłodność
W odróżnieniu od niepłodności, bezpłodność to trwała niemożność posiadania potomstwa, np. z powodu braku jajników (u płci żeńskiej) lub jąder (u płci męskiej).